# Epic Victory
Epic Victory ist ein einstrahliger Very Light Jet des US-amerikanischen Herstellers Epic Aircraft.

## Geschichte
Die Epic Victory ist ein kleines Geschäftsreiseflugzeug des Herstellers Epic, welches aus Karbon gefertigt ist. Der Programmstart für die Maschine erfolgte 2005. 2006 wurde das erste Flugzeug fertiggestellt, welches am 6. Juli 2007 seinen Erstflug auf dem Flughafen Redmond in Oregon absolvierte. Das Testflugzeug war mit einem Triebwerk vom Typ Williams International FJ33 ausgestattet, der Hersteller Epic plante jedoch beim Beginn der Serienproduktion den Umstieg auf ein Triebwerk vom Typ Pratt & Whitney Canada PW600F.
Der erste kommerzielle Einsatz des Flugzeuges war für das Jahr 2009 vorgesehen. Es lagen jedoch keine Bestellungen für das Flugzeug vor. Das Ende des Programms wurde mit der Insolvenz des Herstellers Epic im Jahr 2009 besiegelt.

## Technische Daten
| Kenngröße             | Daten |
| --------------------- | --- |
| Besatzung             | 1 Pilot |
| Passagiere            | max. 4 |
| Länge                 | 10,19 m |
| Spannweite            | 11,08 m |
| Höhe                  | 3,26 m |
| Leermasse             | 1225 kg |
| max. Startmasse       | 2495 kg |
| Höchstgeschwindigkeit | 592 km/h |
| Reichweite            | 2200 km |
| Triebwerke            | ein Pratt & Whitney Canada PW600F (geplant); Für die Testphase wurde ein Williams International FJ33 verwendet. |